# Carretera perduda
|  | Per a altres significats, vegeu «Lost Highway (àlbum de Willie Nelson)». |

Carretera perduda (títol original: Lost Highway) és una pel·lícula estatunidenca de l'any 1997 dirigida per David Lynch. El llargmetratge és un thriller psicològic que compta amb elements del cinema negre, i el cinema policíac en conjunt amb diversos elements surrealistes. Ha estat subtitulada al català.

## Argument
Fred Madison, saxofonista, sospita que la seva dona, Renee, l'enganya. La mata i és condemnat a la pena capital. La pel·lícula explica la història d'aquest assassinat des del punt de vista de les diferents personalitats del mateix assassí.

## Anàlisi
Des del començament de les seves sospites, rep vídeos. Filmats per un desconegut, mostren el pis on viu amb Renée, vist des de l'exterior, després de l'interior.
Després de la visita poc tranquil·litzadora d'un equip de policies, un nou vídeo mostra Fred al costat del cos de la seva dona assassinada. Llavors és condemnat a mort per aquest homicidi, però un home misteriós l'arrenca d'aquest destí per un mitjà desconegut.
Fred Madison es troba llavors a la pell d'un altre home però, com en un somni, els elements del seu passat reapareixeran a poc a poc, sota una forma diferent.
La pel·lícula està doncs composta de dues parts:
- la primera part en la qual Fred Madison és ell mateix en la realitat de la seva vida de persona afectada per un trastorn dissociatiu de la identitat, fins a la seva condemna per a l'homicidi de la seva dona i el seu internament a presó;
- la segona part en la qual Fred Madison té un somni de jove garatgista, però on apareixen en múltiples ocasions aspectes de la seva vida real, i que acaba amb l'assassinat de Renée Madison exposant el punt de vista de les diferents personalitats de Fred Madison.

Aquesta obra és sens dubte una de les més característiques de David Lynch, que, al límit de la pel·lícula experimental, fa interrogar-se l'espectador, tractant sobretot del trastorn dissociatiu de la identitat (diferents identitats del personatge principal) i del poder omniscient del director (que podria ser representat per l'home misteriós, modelant el destí de Fred Madison al seu gust). La interpretació és oberta i amplia, gràcies a les tècniques de realització pròpies de Lynch, un clima canviant segons les diferents personalitats del protagonista principal quedant en la línia de la pel·lícula negra. La pel·lícula té dues parts, on des d'una situació inicial més aviat trivial per a cada part (saxofonista i jove «legal»), s'evoluciona lentament cap a una situació de ruptura (l'homicidi de Renée). Lynch explota meravellosament la seva figura d'estil preferida, que és l'al·lusió succinta: s'encadenen vincles entre les dues parts de la pel·lícula.

## Repartiment
- Bill Pullman: Fred Madison
- Patricia Arquette: Renée Madison/Alice Wakefield
- Balthazar Getty: Peter Raymond Dayton
- Robert Blake: Mystery Man
- Natasha Gregson Wagner: Sheila
- Robert Loggia: Mr. Eddy/Dick Laurent
- Richard Pryor: Arnie
- Lucy Butler: Candace Dayton
- Michael Massee: Andy
- Jack Nance: Phil
- Jack Kehler: el guardià Johnny Mack
- Henry Rollins: el guardià Henry
- Giovanni Ribisi: Steve ’V’ Vincencio
- Scott Coffey: Teddy
- Gary Busey: William Dayton
- Marilyn Manson: Porno Star
- Twiggy Ramirez: Porno Star
- Dru Berrymore: Blonde on Staircase
- Lou Slaughter: Slickster
- Greg Travis: Tail Gate Driver
- Lisa Boyle: Marian
- Leslie Bega: Raquel
- David Lynch: Recepcionista del dipòsit de cadàvers (escena tallada)

## Al voltant de la pel·lícula
- David Lynch signa el guió en col·laboració amb Barry Gifford, l'autor de la novel·la Wild at Heart, de la qual el primer en feu una adaptació. Lynch diu haver trobat el títol de la seva pel·lícula en un altre llibre de Glifford, Night People, en una pàgina on les paraules Lost i Highway li van saltar als ulls en l'evidència de la seva associació.[3]
- Última pel·lícula de l'actor Jack Nance, mort el desembre de 1996, que interpreta aquí el paper de Phil. Famós pel seu paper de Henry Spencer a Eraserhead (1977), va treballar amb el cineasta també a Duna (1984), Blue Velvet (1986), Cor salvatge (1990), Twin Peaks (sèrie de TV) (1990) i Twin Peaks: Fire Walk with Me (1992).
- Última pel·lícula també de Richard Pryor i Robert Blake.